# Tobias Reiser
Tobias Reiser (der Jüngere; * 2. Dezember 1946 in Salzburg; † 18. Dezember 1999) war ein österreichischer Volksliedforscher und Musiker.

## Leben und Wirken
Tobias Reiser trat musikalisch und organisatorisch in die Fußstapfen seines Vaters Tobi Reiser. Er spielte eine zweite Gitarre im 1953 vom Vater gegründeten Ensemble Tobi Reiser Quintett, ursprünglich in der Besetzung Zither, Hackbrett, Harfe, Gitarre und Kontrabass. Nach dem Tod seines Vaters im Jahr 1974 trat das Tobi-Reiser-Ensemble in der Folge als Sextett oder als Tobi-Reiser-Geigenmusik mit zusätzlichen zwei Geigen und einer Querflöte auf. Dieses Instrumentarium wurde zum Vorbild für viele alpenländische Musiziergruppen. Das Tobi-Reiser-Ensemble produzierte zahlreiche Tonträger und trat im Hörfunk und Fernsehen auf.
Reiser übernahm auch die Leitung des Salzburger Adventsingens. Es avancierte unter Reisers Leitung vom volkstümlichen Weihnachtsspiel zum großen Oratorium, das mit der Zeit immer komplexere Verarbeitungen der Weihnachtsgeschichte präsentierte.
Außerdem war Reiser, ebenfalls in Nachfolge seines Vaters, 1974 bis 1999 Geschäftsführer und von 1974 bis 1989 Obmann-Stellvertreter, 1989 bis 1999 Obmann des Salzburger Heimatwerks, einer Institution zur Pflege der Salzburger Volkskultur.
Reiser starb kurz nach der Premiere seines letzten Projekts Då håt vor dem Ståll der Äpfibam bliaht in seinem Salzburger Haus an den Folgen eines Magendurchbruchs.